# Ville à vendre
Pour les articles homonymes, voir À vendre.
Pour plus de détails, voir Fiche technique et Distribution.
Ville à vendre est un film français réalisé par Jean-Pierre Mocky, sorti en 1992.

## Synopsis

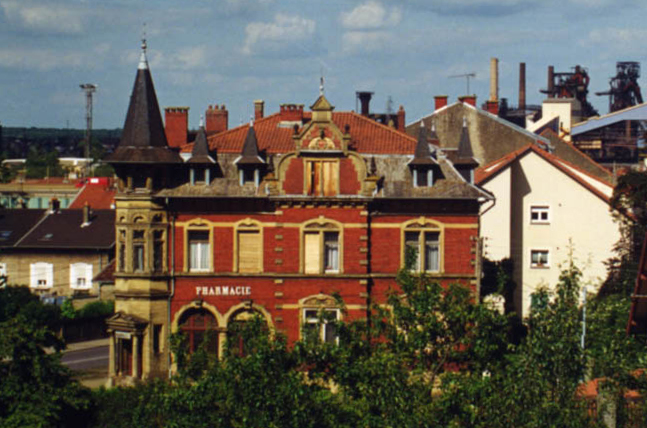
La pharmacie de la rue de Metz à Rombas avec à l’arrière-plan les hauts-fourneaux de l’usine peu avant leur démolition en 2001, qui apparaît dans le film Ville à vendre.

Orphée vend sa société d'informatique pour partir à l'aventure. Arrivé à Moussin, il va assister à des meurtres spectaculaires dans une ville glauque.

## Fiche technique
- Titre : Ville à vendre
- Réalisation : Jean-Pierre Mocky
- Assistant Réalisateur : Christophe Bier
- Scénario : Pierre Courville et Michèle Delmotte
- Directeur de la photographie : Jean Badal
- Musique : Vladimir Cosma
- Producteur : Alain Sarde
- Sociétés de production : Les films Alain Sarde, TF1 Films Production, Canal+
- Pays d'origine : France
- Genre : comédie policière
- Durée : 100 minutes
- Date de sortie : 26 février 1992

## Distribution
- Tom Novembre : Orphée
- Michel Serrault : Rousselot, le maire
- Richard Bohringer : Monnerie
- Féodor Atkine : Picoud
- Daniel Prevost : Capitaine de gendarmerie Montier
- Michel Constantin : Docteur Bernier
- Darry Cowl : Emilio Bingo, l'empailleur
- Lauren Grandt : Hermine Malorne
- Roger Knobelspiess : Le camionneur
- Dominique Zardi : Un gendarme
- Bernadette Lafont : Inspectrice Claire Derain
- Dominique Lavanant : Eva Montier
- Philippe Léotard : Jean Boulard
- Jacqueline Maillan : Delphine Martinet, la pharmacienne
- Valérie Mairesse : Elvire
- Eddy Mitchell : Patrick Chardon, le médecin légiste
- Jean-Pierre Mocky : Shade
- Pascale Petit : Fernande Boulard, la femme du docteur
- Yves Belluardo : un chômeur
- Maurice Vallier : Clocheton
- Antoine Mayor : le gardien du cimetière
- Jean-Pierre Clami : le pompiste
- Henri Attal : un citoyen de Moussin
- Christophe Bier : Van Den Brook

## Réalisation

### Tournage
- en Moselle : Rombas, Metz (Lycée Fabert, le cimetière de l'Est, les Trinitaires, Rue Mazelle, Pavillon Imperial de la gare de Metz) ; Amnéville (rue de la République).
- en Meurthe-et-Moselle :
  - Homécourt : rue de la mine, Pharmacie centrale
  - Jœuf : site de l'ancienne usine sidérurgique, rue de Franchepré, café "chez Tosi".

## Accueil

### Réception critique
En 2023, Pacôme Thiellement compare les personnages du film à la macronie.